# Oliver Sonne
Oliver Sonne (født 10. november 2000) er en dansk-peruviansk professionel fodboldspiller, der spiller som højreback for den engelske championship klub Burnley F.C. og Perus landshold. Sonnes mormor er født i Danmark og er peruviansk.

## Klubkarriere
Sonne begyndte at spille fodbold i en alder af Ejby IF Fodbold, og spillede senere også for Rishøj IF og HB Køge .  Efter at være blevet spottet af spejdere på appen Tonsser, blev han inviteret til prøvetræning med Marseille og FC København. Den franske klub ville gerne se ham igen, men Sonne besluttede at blive i Danmark og skrev i februar 2018 en 18-måneders kontrakt med FC København, hvor han spillede for U19- og reserveholdene.
I juni 2019 vendte Sonne tilbage til HB Køge, hvor han underskrev en toårig professionel aftale med sin tidligere klub.  Sonne spillede i Køge i to år, hvor han fik i alt 34 optrædener.
Den 11. maj 2021 blev Sonne solgt til det nyoprykkede danske Superliga-hold Silkeborg IF og underskrev en toårig aftale.  Sonne fik sin officielle debut den 29. august 2021 mod Randers FC i den danske Superliga. I december 2021 underskrev Sonne en kontraktforlængelse indtil juni 2026.
Sonne scorede sit første professionelle mål den 18. september 2022 på en assist af Kasper Kusk.
Han blev kåret til månedens Superliga-hold for september 2023.
Oliver Sonne scorede det afgørende mål i Oddset Pokalfinalen 2024.[kilde mangler] En kamp som Silkeborg IF Fodbold vandt med 1-0 over rivalerne AGF Fodbold.

## International karriere
Oliver Sonne blev i januar transfervinduet 2024, solgt til engelske Burnley F.C..[kilde mangler]
Omkring 2022 blev Sonne anerkendt for at have moderlig peruviansk afstamning. Umiddelbart herefter i maj 2023 indledte FPF og manager Juan Reynoso Guzmán samtaler med Sonne, hvor sidstnævnte udtrykte interesse for at spille for Peru og begyndte at ansøge om peruviansk statsborgerskab. I august 2023 godkendte hans mor Sonnes statsborgerskab og Sonne blev en del af den endelige trup som udskifter i kampene mod Chile og Argentina til 2026 FIFA World Cup-kvalifikationen.

## Karrierestatistik
Oversigten er opdateret til og med onsdag, 7. maj, 2025, 11:46 (UTC) 
| Forening        | Sæson           | Liga              | Liga | Liga | National Cup | National Cup | Andet | Andet | Total | Total |
| Forening        | Sæson           | Division          | Apps | Mål  | Apps         | Mål          | Apps  | Mål   | Apps  | Mål   |
| --------------- | --------------- | ----------------- | ---- | ---- | ------------ | ------------ | ----- | ----- | ----- | ----- |
| HB Køge         | 2019-20         | Dansk 1. Division | 10   | 0    | 2            | 0            | —     | —     | 12    | 0     |
| HB Køge         | 2020-21         | Dansk 1. Division | 20   | 1    | 2            | 0            | —     | —     | 22    | 1     |
| HB Køge         | Total           | Total             | 30   | 1    | 4            | 0            | 0     | 0     | 34    | 1     |
| Silkeborg       | 2021-22         | Dansk Superliga   | 15   | 0    | 1            | 0            | —     | —     | 16    | 0     |
| Silkeborg       | 2022-23         | Dansk Superliga   | 19   | 4    | 3            | 1            | 7     | 0     | 29    | 2     |
| Silkeborg       | Total           | Total             | 34   | 1    | 4            | 1            | 7     | 0     | 45    | 2     |
| Karrieretotaler | Karrieretotaler | Karrieretotaler   | 64   | 2    | 8            | 1            | 7     | 0     | 79    | 3     |

1. ↑  Five Appearances in the UEFA Europa Conference League and Two Appearances in the UEFA Europa League

## Privatliv
Sonne er nevø til den danske supermodel og fotograf Helena Christensen . Ved siden af fodbold arbejdede Sonne også som fotomodel, ligesom sin tante.  

## Hæder
- Månedens Superliga- hold: september 2023[10]